# Agrias connexa
Agrias connexa är en fjärilsart som beskrevs av Peter William Michael 1931. Agrias connexa ingår i släktet Agrias och familjen praktfjärilar. Inga underarter finns listade i Catalogue of Life.